# Raffinerie Coryton

Luftaufnahme der Raffinerie Coryton

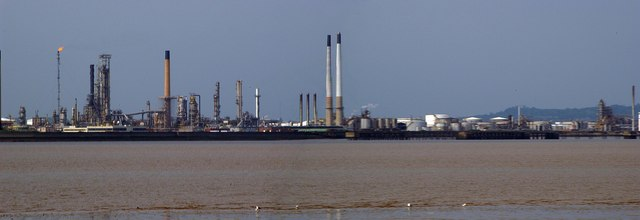

Die Raffinerie Coryton (engl. Coryton Refinery) war eine am Nordufer der Themsemündung liegende Erdölraffinerie in Essex, England, etwa 45 Kilometer von der Innenstadt Londons entfernt. Das Gelände der ehemaligen Raffinerie befand sich zwischen den Gewässern Shell Haven Creek und Hole Haven Creek die Canvey Island vom Festland abtrennen.
Die zuletzt zu Petroplus gehörende Raffinerie verarbeitete 10 Millionen Tonnen Rohöl pro Jahr und gehörte zum Londoner Hafen. Nach dem Rückbau der ehemals benachbarten Raffinerie Shell Haven war Coryton die letzte von drei großen Raffinerien an der Themsemündung.
Nach der Insolvenz von Petroplus wurde die Raffinerie an ein Joint Venture aus Shell UK Ltd, Vopak und Greenergy verkauft, die Coryton zukünftig als reines Terminal betreiben wollen.
Auf dem Gelände befindet sich seit 2002 auch ein Gasturbinenkraftwerk mit 753 Megawatt Leistung das von der Intergen-Tochter Coryton Energy Co Ltd betrieben wird.

## Geschichte

### Kynoch
1895 baute die Munitionsfabrik Kynoch eine Fabrik zur Herstellung von Sprengstoffen. Zum Produktionsbeginn im Jahr 1897 wurde auch eine Siedlung namens Kynochtown für die die Mitarbeiter des Unternehmens eröffnet. Zu den hier hergestellten Produkten gehörten Kordit, Schießbaumwolle, Schwarzpulver und Patronen. Kynoch gründete auch die Corringham Light Railway (CLR) und baute eine Passagierzugstrecke von der Fabrik nach Corringham, Essex und eine Güterzugstrecke zur LT&SR in Thames Haven. Die Munitionsfabrik wurde 1919 geschlossen.

### Cory Brothers
Das Gelände und der Eisenbahnbetrieb wurden von den Kohlehändlern Cory Brothers Ltd aus Cardiff übernommen, die hier ein Mineralöllager errichteten und dabei Kynochtown in Coryton umbenannten. Die historischen Quellen sind sich allerdings nicht einig, ob eventuell die Firma Corys, die eine bekannte Benzinmarke namens Corys' Motor Spirit verkaufte, den Bau einer Raffinerie initiierte.

### Vacuum Oil Company / Mobil
1950 wurde Coryton zusammen mit der Eisenbahngesellschaft CLR an die amerikanische Vacuum Oil Company, die spätere Mobil, verkauft. Das Teilstück der Eisenbahnlinie nach Corringham wurde zwar stillgelegt, aber der Anschluss an die frühere LT&SR in Thames Haven wurde zu einer Hauptverkehrslinie erweitert.
1953 nahm eine neue Raffinerie den Betrieb auf. In diesem Zusammenhang wurde die Siedlung Coryton abgerissen. Das Gelände wurde in den 1970er Jahren von Erweiterungen der Raffinerie überbaut.

### BP
Ab 1996 wurde Coryton von BP betrieben, nachdem die Treibstoffgeschäfte von Mobil in Europa Teil eines Joint-Ventures der beiden Unternehmen wurden. 1999 wurde Mobil mit Exxon vereinigt; die restlichen Anteile an der Raffinerie Coryton wurden im Jahr 2000 an BP verkauft.

### Petroplus
Ab 2007 war Petroplus, der die Anlagen für 714 Millionen Pfund (etwa 1 Milliarde Euro) von BP erworben hatte, der neue Eigentümer. Am 24. Januar 2012 wurde bekannt, dass Petroplus Insolvenz angemeldet hatte und damit die Zukunft der Raffinerie im Ungewissen liegt.

### Shell UK Ltd, Vopak und Greenergy
Nach der Insolvenz von Petroplus wurde die Raffinerie an ein Joint Venture aus Shell UK Ltd, Vopak und Greenergy verkauft, die Coryton zukünftig als reines Terminal betreiben wollen.

## Produktionsanlagen
Die Hauptanlagen der Coryton Raffinerie umfassten:
- Destillation
- Vakuumdestillation
- Fluidkatalytischer Cracker
- Katalytischer Reformer
- Wasserstoffentschwefelung
- Gaswiedergewinnung
- Isomerisierung
- Alkylierung

Die Raffinerie produzierte pro Jahr
- Ottokraftstoff: 3,6 Millionen Tonnen
- Dieselkraftstoff: 2,7 Millionen Tonnen
- Flugzeugbenzine: 1,1 Millionen Tonnen
- Flüssiggas: 0,2 Millionen Tonnen
- Heizöl: 1,7 Millionen Tonnen
- Bitumen: 0,3 Millionen Tonnen

## Hafenanlagen
Das Rohöl wurde über eine der fünf Landungsbrücken auf dem Raffineriegelände angeliefert. An den Verladeanlagen von Coryton konnten Rohöltanker bis zu einer Tragfähigkeit von 250.000 DWT (dead weight tonnage) entladen werden. BP erwarb 2005 eine Flotte von drei neuen Schleppern zum Treideln und Vertäuen der Tanker, zur Brandbekämpfung und zur Umweltüberwachung. Sie wurden nach Orten aus der näheren Umgebung 'Corringham', 'Stanford' und 'Castle Point' benannt.

## Infrastrukturelle Anbindung
Die Produkte wurden vorwiegend im Süden Großbritanniens vertrieben. Sie wurden über die Straße, die Schiene und den Seeweg zu den Verbrauchern – hauptsächlich Ölgesellschaften, Wiederverkäufer, Industrie und Tankstellen – gebracht. Coryton ist außerdem über das britische Produktenpipelinenetz – die United Kingdom Oil Pipeline (UKOP) – an die Stanlow Raffinerie bei Ellesmere Port in North West England angeschlossen, was ein wichtiger Gesichtspunkt für die zukünftige Nutzung als Terminal gewesen sein dürfte.

## Schadensfälle
Am 31. Oktober 2007 ereignete sich eine Explosion mit nachfolgendem Großbrand in der Anlage. Obwohl die Wucht der Explosion noch Gebäude in einer Entfernung von 22 Kilometern erzittern ließ, waren weder Verletzte noch weitläufige Schäden in der Raffinerie zu beklagen.